# Дауд (персонаж)
Дауд (англ. Daud), також відомий як Ніж Дануолла (англ. The Knife of Dunwall) — асасін, ватажок і засновник банди Кітобоїв, вбивця імператриці Джесаміни I Колдуїн.
Потивник Корво в «Dishonored» та головний герой доповнень «The knife of Dunwall» та «The Brigmore Witches».
Дауд — мічений Чужим, і тому володіє цілим набором активних і пасивних надздібностей, що допомагають у нелегкому ремеслі найманого вбивці: «Погляд Безодні», «Перенесення», «Заклик ассасинів», «Притягування» та інші.
Дауд вважається ментором своїх китобоїв, оскільки навчає тих майстерності скритності та вбивства і може ділитися з ними дещицею своїх здібностей: китобої володіють такими вміннями, як «Перенесення», «Живучість», «Вигин часу», «Притягування», «Смертельна тінь».
Вбивство Джесаміни та викрадення Емілі похитнуло традиції Ножа Дануолла. Царовбивця продовжує проживати день за днем, але почуття незгладимої провини точить його черству душу. Бачачи, як Дануолл поступово занурюється в сум'яття, хаос і пороки, Дауд зрозумів, що тільки Джесамін Колдуін утримувала Імперію від розрухи та анархії. І тепер, коли її не стало, вся ця жовчна жижа виплеснулася на вулиці столиці Імперії і поступово заливає все більше територій. Дауд стверджує, що повернув би все те золото, яке він отримав від замовника, аби імператриця залишилася живою.
Всюдисущий Чужий, який бачить все і вся, дає Дауду шанс виправити свою помилку: він пропонує Дауду знайти відьму Далілу, яка за допомогою нечестивого ритуалу хоче заволодіти тілом і розумом юної Емілі, спадкоємиці трону, і стати на чолі Острівної Імперії. Дауд вирішує перешкодити підступним планам Даліли. Однак усі ці спроби виправити помилки минулого не рятують Дауда від помсти Корво Аттано: колишній лорд-захисник все ж таки добирається до вбивці своєї імператриці і вирішує його подальшу долю.

### Історія Дауда

#### The Knife of Dunwall
В одну з ночей Чужий затягує Дауда в Безодню, щоб поговорити з найманим вбивцею віч-на-віч. Чужий досить холодно вітає міченого і широкими промовами зав'язує вузлик майбутнього сюжету. Наприкінці Чужий називає ім'я Даліла, і відпускає Дауда. Після повернення в грішний світ Дауд через інформаторів приймається скрупульозно збирати інформацію про це ім'я, мимохідь гадаючи, кому воно може належати. У цій нелегкій справі йому допомагає вірна напарниця Біллі Лерк. За допомогою неї Дауд шукає китобійне судно «Даліла», що належить Бандрі Ротвільду, і через нього виходить на Далілу Копперспун, художницю та голову ковена Брігморських відьом.
Бажаючи прибрати Дауда зі шляху, Даліла змовляється з Біллі Лерк, і разом вони видають місце розташування таємного лігва китобоїв доглядачам. Трохи сумніваючись, шалені доглядачі під проводом Леонарда Хьюма вриваються в притулок найманих убивць, але Дауд, що вчасно повернувся, у нерівній сутичці відвойовує свої володіння. Коли Леонард Хьюм виявиться нейтралізований, а дезорганізовані наглядачі спіймані, з'явиться Даліла своєю персоною. Біллі Лерк зізнається, що це вона дала наведення доглядачам, і, залежно від рівня Хаосу, кається або викликає наставника на смертельну дуель.

#### The Brigmore Witches
Після зради своєї «правої руки» Дауд пригнічений. Його мучать нічні кошмари, і в одному з них він бореться з Корво. При низькому рівні Хаосу Дауд легко впорається з лордом-захисником, але при високому Аттано виявиться куди спритніше і, зламавши руку ватажку китобоїв, проткне того ж мечем. Кітобоїв тягне спрага помсти. Вони, як і Дауд, хочуть розправитися з вискочкою Далілою. Але проблема в тому, що Даліла замкнулася разом зі своїми відьмами в маетку Брігморів, а до неї треба ще дістатися: садиба розташована вище річкою Ренхевен, глибоко за територією карантину. Дауд вирішує витягнути з в'язниці Колдрідж Ліззі Страйд, ватажка банди «Мертві вугрі», і на її контрабандному судні «Ундіна» вирватися з міста і дістатися маетку Брігморів. Дауд допомагає Ліззі знову захопити владу в «Мертвих вуграх» і дістає для неї вкрадену «Шляпниками» котушку від двигуна корабля. І, нарешті, діставшись маєтку Брігморів, глава китобоїв дізнається справжні цілі Далили: відьма хоче провести ритуал і навіки вселитися в тіло молодої Емілі, щоб під її личиною правити всією Імперією. Дауду необхідно зупинити жадібну до влади відьму, інакше Імперії, яку він знав, прийде кінець…